# Понте Крена (Павија)
Понте Крена је насеље у Италији у округу Павија, региону Ломбардија.
Према процени из 2011. у насељу је живело 135 становника. Насеље се налази на надморској висини од 363 м.